# Ruslands Dag
Ruslands Dag er den Russiske Føderations nationaldag og markerer den Russiske Socialistiske Føderative Sovjetrepubliks uafhængighedserklæring fra Sovjetunionen d. 12. juni 1990. Dagen har siden 1991 være en national fridag og siden 1992 været nationaldagen.